# 홍은중학교
홍은중학교(弘恩中學校)는 대한민국 서울특별시 서대문구 홍은동에 있는 공립 중학교이다.

## 학교 연혁
- 1984년 1월 9일 : 홍은중학교 설립인가
- 1984년 3월 1일 : 초대 김영현 교장 취임 및 개교
- 1984년 3월 5일 : 입학식 (남자 14학급 965명)
- 1987년 2월 13일 : 제1회 졸업 959명 (남자 959명)
- 1989년 2월 25일 : '홍은중학교 야구단' 창단
- 2009년 12월 22일 : 다목적 강당 신축 개관식
- 2018년 9월 1일 : 제13대 강원희 교장 취임
- 2023년 1월 5일 : 제37회 졸업생 115명(남 78명, 여 37명)
- 2023년 3월 2일 : 2023학년도 신입생 125명(남 97명, 여 28명)

## 참고 자료
- 홍은중학교 - 한국교육학술정보원 학교알리미